# Soyouz MS-26
Soyouz MS-26 (en russe : Союз МС-26) est une mission spatiale habitée russe qui est lancée le 11 septembre 2024 depuis le cosmodrome de Baïkonour grâce à un lanceur du même nom.

## Équipage

### Principal
- Commandant : Alexeï Ovtchinine (4),  Russie, Roscosmos
- Ingénieur de vol : Ivan Vagner (2),  Russie, Roscosmos
- Ingénieur de vol : Donald Pettit (4),  États-Unis, NASA[2]

Le chiffre entre parenthèses indique le nombre de vols spatiaux effectués par l'astronaute, Soyouz MS-26 inclus.

### Réserve
Les réservistes remplacent le ou les membres d'équipage si ce ou ces derniers ne peuvent assurer leur poste.
- Commandant : Sergueï Ryjikov (2),  Russie, Roscosmos
- Ingénieur de vol : Sergueï Mikaïev (0),  Russie, Roscosmos
- Ingénieur de vol : Jonny Kim (0),  États-Unis, NASA